# Rozvita
A Rozvita germán eredetű női név, jelentése: dicsőség + erős.

## Gyakorisága
Az 1990-es években szórványos név, a 2000-es években nem szerepel a 100 leggyakoribb női név között.

## Névnapok
- június 22.[2]